# Дети гор
«Дети гор» — восьмой альбом российской рок-группы «Чайф». Записан в 1992 году на студии SNC. Выпущен в 1993 году. Альбом считается одним из лучших и самым «хитовым» в истории группы.

## История записи
К записи альбома музыканты приступили зимой 1992 года. Запись альбома «Дети Гор» проходила в Москве, на студии SNC records, принадлежащей Центру Стаса Намина. Этот альбом стал первой пластинкой группы, записанной на столичной студии высокого класса. На запись материала музыкантам было отведено 100 часов. Часы были распределены таким образом, что весь рабочий процесс занял восемь дней. Продюсером записи стал бас-гитарист «Бригады С» Сергей Галанин.
Музыканты были недовольны финальной версией альбома и потребовали от Галанина в срочном порядке всё исправить. Часть материала удалось пересвести зимой 1993 года, остальное же на студии уже успели размагнитить, так как в то время плёнка была дефицитом и её использовали многократно. Выход альбома на виниловых пластинках состоялся весной 1993 года. Издателем альбома стала компания «Фили».

## Переиздание
К 20-летию альбома группа «Чайф» подготовила специальное издание с «авторской версией» «Детей Гор», обнаруженной у Владимира Шахрина. Диск был издан ограниченным тиражом осенью 2012 года. Дополнением к оригинальному материалу послужил DVD с записью концерта-презентации «Детей Гор», состоявшегося в 1993 году в Екатеринбурге.
Осенью 2012 года группа «Чайф» отправилась в тур по городам России с программой «Дети Гор 20 лет спустя».

## Список композиций
Все песни написаны Владимиром Шахриным.
| №   | Название                       | Длительность |
| --- | ------------------------------ | ------------ |
| 1.  | «Мама, она больше не может...» | 5:45         |
| 2.  | «Трамвай»                      | 4:13         |
| 3.  | «Зажги огонь в моих глазах»    | 4:14         |
| 4.  | «Внеплановый концерт»          | 5:16         |
| 5.  | «Не спеши»                     | 3:48         |
| 6.  | «А-то»                         | 4:00         |
| 7.  | «Не говори никому»             | 5:02         |
| 8.  | «Не дай мне повод»             | 3:27         |
| 9.  | «Псы с городских окраин»       | 4:40         |
| 10. | «У зимнего моря»               | 6:00         |

## Участники записи
| - Владимир Шахрин — вокал, гитара, губная гармоника - Владимир Бегунов — гитара, слайд-гитара, бэк-вокал - Антон Нифантьев — бас-гитара, бэк-вокал - Валерий Северин — барабаны, перкуссия, бэк-вокал Запись и сведение - Сергей Галанин, Сергей Долгов — звук | Приглашённые музыканты - Сергей Воронов — гитара, слайд-гитара (8) - Рушан Аюпов — баян, клавишные, бэк-вокал - Сергей Галанин — бэк-вокал - Александр Ф. Скляр — бэк-вокал (9) - Константин Кинчев — бэк-вокал (9) - Наталья Романова — женские голоса |